# Joseph Wharton
Joseph Wharton, né le 3 mars 1826 et mort le 11 janvier 1909, est un entrepreneur et philanthrope américain actif principalement au sein de l'industrie minière et de transformation. Il est le fondateur de la Wharton School de l'University of Pennsylvania et cofondateur du Swarthmore College.

## Jeunesse et études
Joseph, né le 3 mars 1826 à Philadelphie, est le fils de Deborah (Fisher) et de William Wharton, tous deux issus de familles quakers, riches et influentes. Le grand-père maternel de Joseph Wharton, Samuel Rowland Fisher (en) dirigeait une entreprise prospère de transports transatlantiques entre Philadelphie et Londres. Wharton passe son enfance dans la maison de famille près de l'angle de Spruce Street et 4th street au centre-ville de Philadelphie et à leur maison de campagne de « Bellevue » au nord de la ville. Il suit l'enseignement de précepteurs avant de fréquenter deux écoles privées dirigées par des membres de la communauté quaker. À 16 ans, il part, pendant trois années, apprendre le travail de la terre dans la ferme de la famille Walton à West Chester. Pendant les mois d'hiver, il étudie le français, l'allemand et la chimie, dans le laboratoire de Martin Hans Boyè (en) (1812-1907). Il revient ensuite à Philadelphie et entreprend un apprentissage de comptable chez Waln and Leaming,.

## Premières entreprises
Après son apprentissage, à 21 ans, il s'associe avec son frère aîné Rodman dans une entreprise de fabrication de céruse. Le professeur de chimie de Wharton, Martin Boyè, a mis au point une méthode pour raffiner l'huile de graines de coton et les deux frères tentent, sans succès, de développer une technique industrielle permettant d'exploiter cette découverte. En 1849, Wharton lance une briqueterie utilisant une technique récemment brevetée la « Culbertson' machine ». Cette machine avait été décrite le 10 octobre 1846 dans le magazine Scientific American qui vantait une production décuplée par rapport aux techniques traditionnelles. Cependant, la concurrence est forte dans le secteur de la brique, qui est en outre affecté par des changements d'activité cyclique. Après de nombreux voyages destinés à vendre des briques et des machines, Wharton se rend compte que les perspectives de profits sont faibles. Il abandonne cette activité, mais il a alors acquis une expérience précieuse. En 1853, Wharton investit dans le Lehigh Zinc Company de Bethlehem en Pennsylvanie. Il gère tout d'abord l'exploitation minière et plus tard la production d'oxyde de zinc qui est surtout utilisé pour la production de peinture. Wharton se révèle précieux dans les négociations et sa gestion, dans le contexte financier difficile de 1857 à 1858, permet de dégager des profits. Cependant il échoue dans sa tentative de prise de contrôle de la Lehigh Zinc Company et décide de revendre ses actions.

## Le nickel

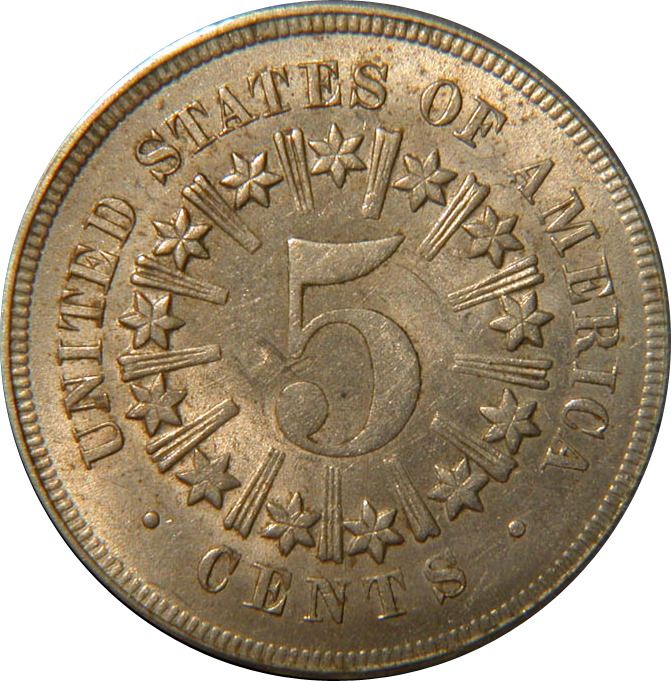
Le « Shield nickel », première pièce de cinq cents réalisée en cupronickel aux États-Unis, en 1866. (gravure de James Barton Longacre).

Alors qu'il est toujours à la Lehigh Zinc Company, Wharton a investi dans diverses entreprises, comme la Saucona Iron Company, qui devient plus tard la Bethlehem Steel, mais aussi dans des mines de charbon, de cuivre, de fer, des fonderies, des banques ou encore des exploitations agricoles. Ayant appris que l'United States Mint envisage de produire des pièces en alliage de nickel, il décide, fin 1862, d'investir dans la Gap Mining Company. Dans cette mine, ouverte à l'origine pour exploiter du cuivre, on a découvert en 1853 du nickel. Il acquiert également une usine de production de lingots de nickel à Camden dans le New Jersey qui fusionne avec la mine sous le nom d’American Nickel Works (devenue plus tard Vale Limited). Malheureusement pour Wharton, l'utilisation du nickel pour les pièces de monnaie est temporairement interrompue et l'usine de Camden brûle. Il la reconstruit, en 1868, et fait d'excellents profits sur la production de nickel qui est à nouveau utilisé par la Monnaie. Wharton  remporte un grand succès avec son nickel malléable, le premier au monde, ainsi que pour ses aimants en nickel, et reçoit une médaille d'or à l'Exposition universelle de Paris de 1878. Son usine est alors la seule à produire du nickel aux États-Unis, ainsi qu'une part importante de l'approvisionnement mondial. Cependant les dépôts de surface de la mine de Gap s'épuisent et Wharton est contraint d'acheter du minerai de nickel provenant d'une mine à Sudbury en Ontario au Canada. Une autre difficulté se fait jour, à la suite de la découverte d'un important gisement de nickel par Jules Garnier en Nouvelle-Calédonie et a son exploitation par la société Le Nickel, fondée par les banquiers Rothschild. Ces défis permettent à Wharton, d'en apprendre davantage sur l'économie de marché et le protectionnisme, lorsque les fabricants de nickel étrangers s'opposent à ses achats de nickel. Wharton comprend qu'il est nécessaire de rencontrer personnellement ses directeurs et d'inspecter régulièrement les mines et les usines. Il a réalisé un important bénéfice grâce à son exploitation du nickel pendant 40 ans, mais dès 1900, les perspectives déclinent en raison de la concurrence étrangère. Wharton et un groupe d'autres entreprises américaines et canadiennes de nickel fondent l'International Nickel Company (INCO), en 1902. Il échange son American Nickel Works de Camden et la mine de Gap contre des actions de la nouvelle société et est nommé membre du conseil d'administration, composé de douze personnes. À cette époque, la rentabilité de son empire industriel ne dépend plus de la fabrication du nickel car il a déjà diversifié ses investissements.

## L'eau, Bellevue et le New Jersey

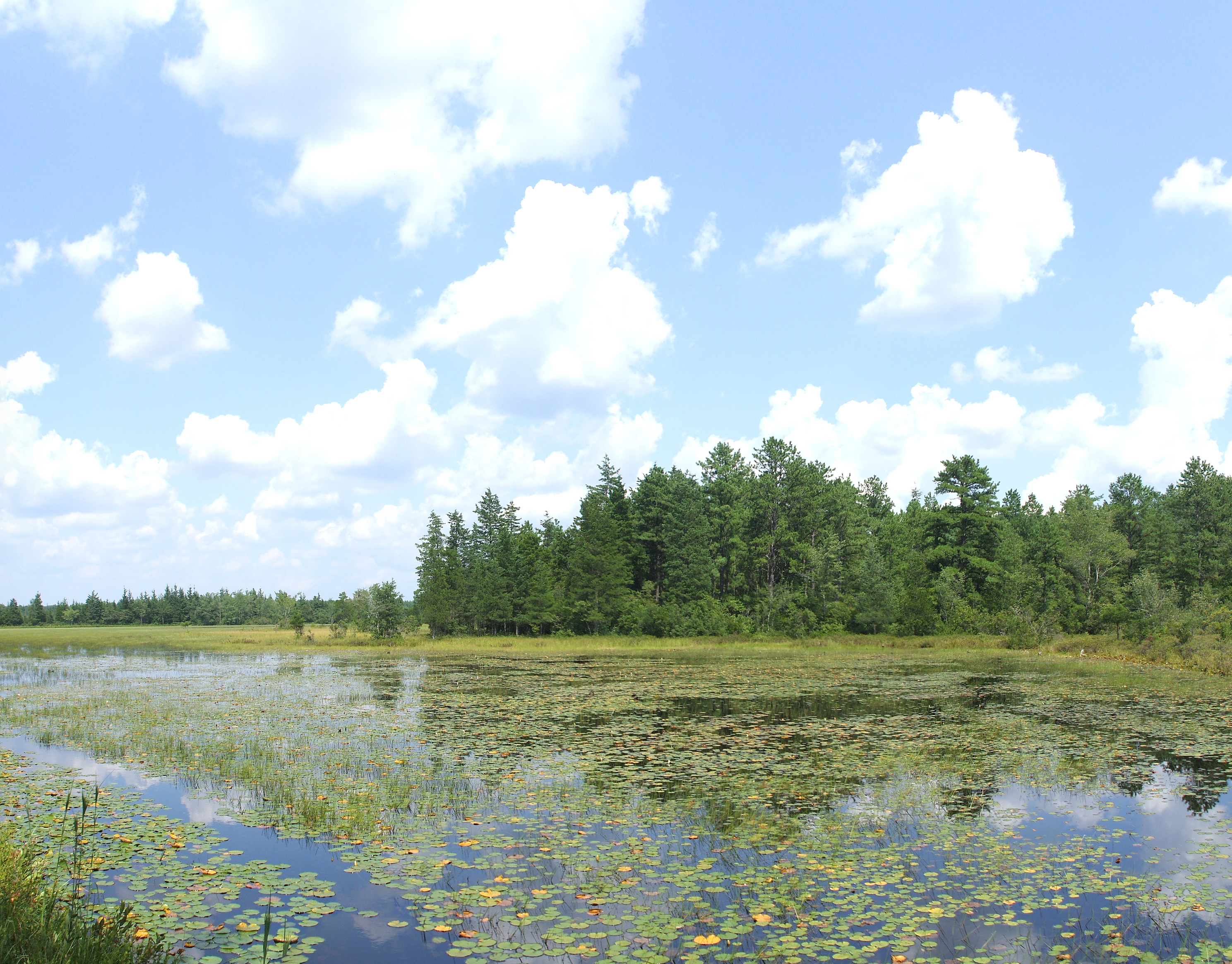
Un étang à canneberges dans les Pinelands du New Jersey.

Dès 1854, Philadelphie augmente sa base d'imposition, élargissant ses frontières en absorbant ses banlieues, et après la Guerre de Sécession sa population se met à croître. En 1870, l'Exposition du centenaire approche et Philadelphie évolue rapidement. Elle souffre d'une crise de l'eau. Il n'existe alors pas de méthode appropriée pour la purification de l'eau et le Delaware et la rivière Schuylkill sont fortement pollués. Le taux d'habitants morts de fièvre typhoïde à Philadelphie est parmi les plus élevés du pays. La plupart des familles aisées ne boivent plus que de l'eau de source en bouteille. La propriété familiale des Wharton, « Bellevue », ainsi que d'autres à proximité, qui ont été annexées à la ville, sont menacées de démolition pour la création d'un nouveau réservoir d'eau potable. Wharton imagine une solution à ces deux problèmes. Il commence à acquérir des terres au sud du New Jersey, dans les années 1870. Finalement il détient environ 390 km2 de pinèdes sur un aquifère alimenté par plusieurs rivières et lacs. L'eau des Pinelands est relativement pure et il prévoit de la faire venir jusqu'à Philadelphie. Wharton suggère qu'une société contrôlée par la ville mette en place les conduites d'eau et le système de pompage, le tout financé par des actions et obligations publiques. Cependant, on s'oppose à son projet, aussi bien à Philadelphie que dans le New Jersey, et une loi est adoptée dans le New Jersey interdisant l'exportation de l'eau. La ville, ensuite, exproprie les Wharton de Bellevue, mais le réservoir projeté n'a jamais été construit. Des obstacles politiques locaux en sont la cause, mais surtout parce que, dès 1890, la ville est en mesure de purifier l'eau par filtration, ce qui rend caduque la nécessité d'un réservoir supplémentaire. Le domaine est vendu par la ville à des promoteurs pour la construction de nouveaux logements destinés aux employés des industries nouvellement installées au nord de Philadelphie.

## Empire industriel

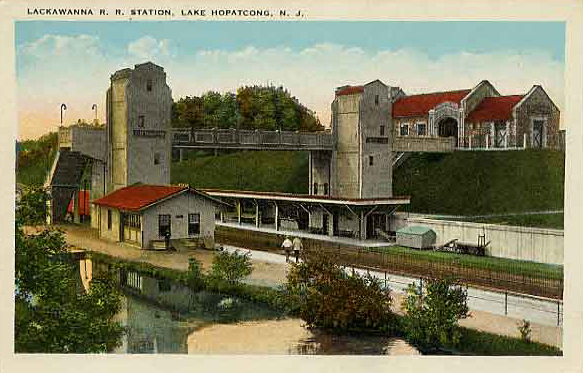
Le canal Morris et la gare du Delaware, Lackawanna and Western Railroad.

Wharton voyage beaucoup et s'implique dans de nombreuses entreprises industrielles telles que mines, usines et chemins de fer. Il lance plusieurs entreprises sur ses propriétés acquises au sud du New Jersey, comme une usine à poisson produisant de l'huile et des engrais, une exploitation forestière, la production de canneberges et de betteraves à sucre. Il achète également des terres riches en minerai de fer et un haut fourneau dans le nord du New Jersey à Port Oram (rebaptisé Wharton, New Jersey), situé à proximité du canal Morris et des chemins de fer. Il fait l'acquisition d'une mine de charbon dans l'ouest de la Pennsylvanie, construisant pour les ouvriers une ville de 85 maisons et des magasins le long de la voie ferrée.
Il achète également des terres riches en charbon en Virginie-Occidentale, des mines de fer et de cuivre dans le Michigan et des mines d'or en Arizona et au Nevada. Wharton est actionnaire des chemins de fer Reading, Lehigh et de quelques autres, organisant des embranchements pour le transport du minerai et des produits finis. Il correspond avec de nombreux entrepreneurs et inventeurs éminents comme Ezra Cornell, Elias Howe, Thomas Edison ou encore Cornelius Vanderbilt. Son style de gestion évolue tout au long de la seconde moitié du XIXe siècle, usant des nouvelles technologies de communication, de transport et de production, pour contrôler quantité d'industries profitables, à une échelle jusqu'alors inédite.

## La Bethlehem Steel

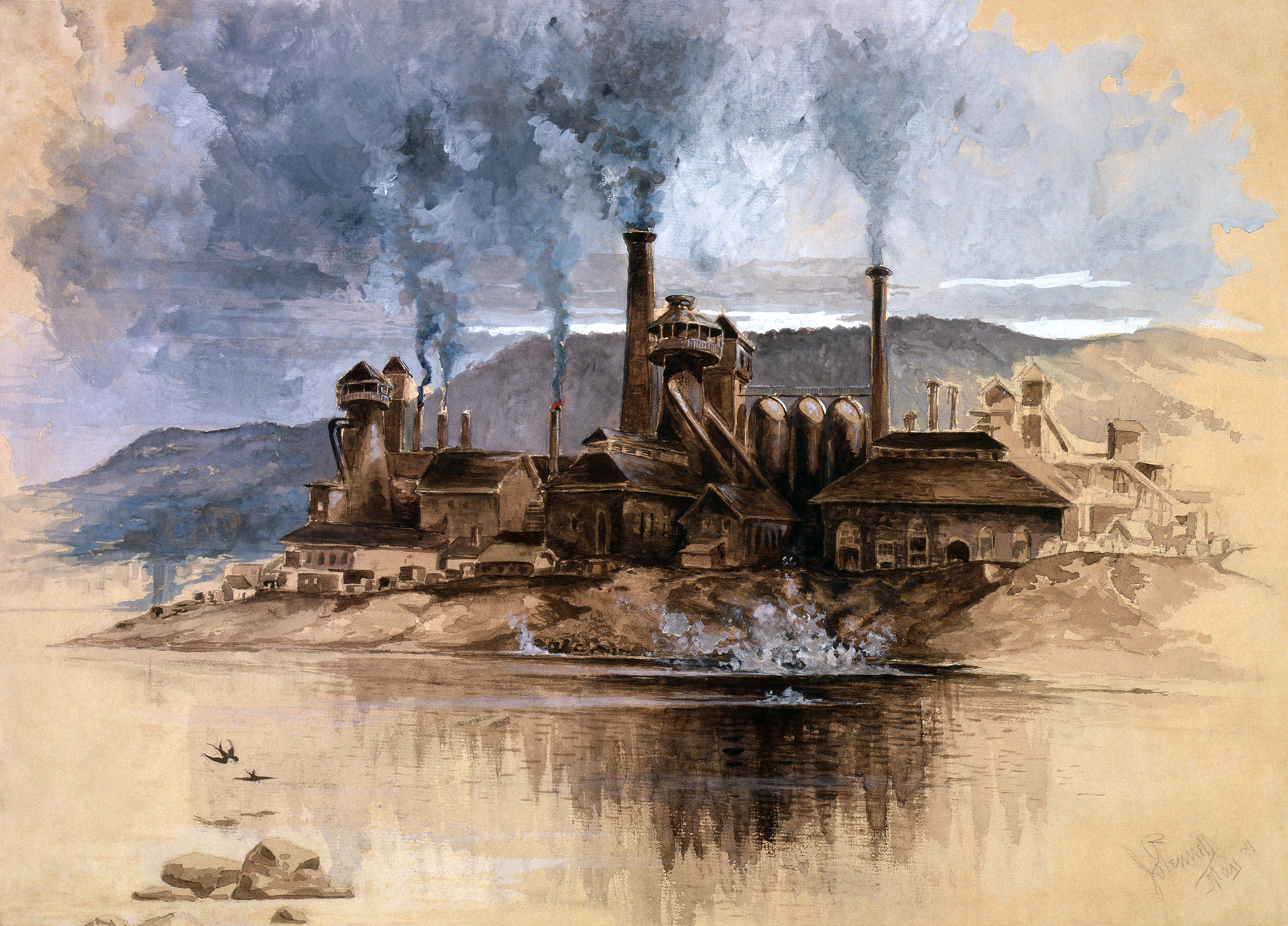
La Bethlehem Steel
(aquarelle de Joseph Pennell, 1881)

Pendant les années 1870, Wharton commence à investir dans la Bethlehem Iron Company, qui produit de la fonte brute et des rails en acier. Il en devient l'actionnaire principal, avec un poste au conseil d'administration, avant d'acquérir une participation majoritaire dans la société. En 1885, Wharton soumissionne avec succès, pour un contrat avec l'United States Navy pour la fourniture de plaques de blindage en acier forgé. En 1886, il se rend en Angleterre, à la Whitworth Co., et en France, à la Schneider Co., pour y trouver les plans d'une usine permettant de forger un acier de qualité supérieure. Grâce à ceux-ci, la Bethleem Iron construit la première usine américaine capable de forger de l'acier à haute résistance. L'usine fabrique les plaques de blindage et les canons des navires de guerre. Des contrats similaires font de l'entreprise, rebaptisée « Bethlehem Steel Company », une source constante de revenus, et Wharton réalise des bénéfices modestes, mais réguliers. En 1901, il vend l'entreprise, mais reste le plus grand producteur de fonte brute du pays, grâce à ses nombreuses mines de fer et de charbon et ses hauts fourneaux.

## Politique et hôtes prestigieux
Durant plusieurs décennies, Wharton pratique un lobbying très actif à Washington DC, en particulier pour faire voter des lois tarifaires protégeant le secteur manufacturier américain. Il est un défenseur de la grande entreprise et un fervent républicain. Il a obtenu que le nickel soit utilisé pour la fabrication de la monnaie américaine, mais son lobbying pour les droits de douane sur le nickel n'a été que partiellement suivi, sans doute parce qu'il jouit d'un quasi-monopole de production aux États-Unis. Dès 1873, le monde subit la Grande Dépression et beaucoup d'entreprises industrielles font faillite. La notoriété de Wharton s'accroît encore grâce à son rôle de leader de l'American Industrial League, une organisation formée pour s'opposer au mouvement libre échangiste, et en tant que président de l'American Iron and Steel Institute. Il est l'ami personnel et conseiller de plusieurs présidents dont Grant, Hayes et Harrison. Wharton reçoit des hôtes prestigieux comme les biologistes Thomas Huxley et Joseph Leidy, l'astronome Samuel Langley, le physicien Lord Kelvin, les sénateurs James Blaine et Justin Morrill, l'industriel Andrew Carnegie et le métallurgiste Alfred Krupp,.

## La science

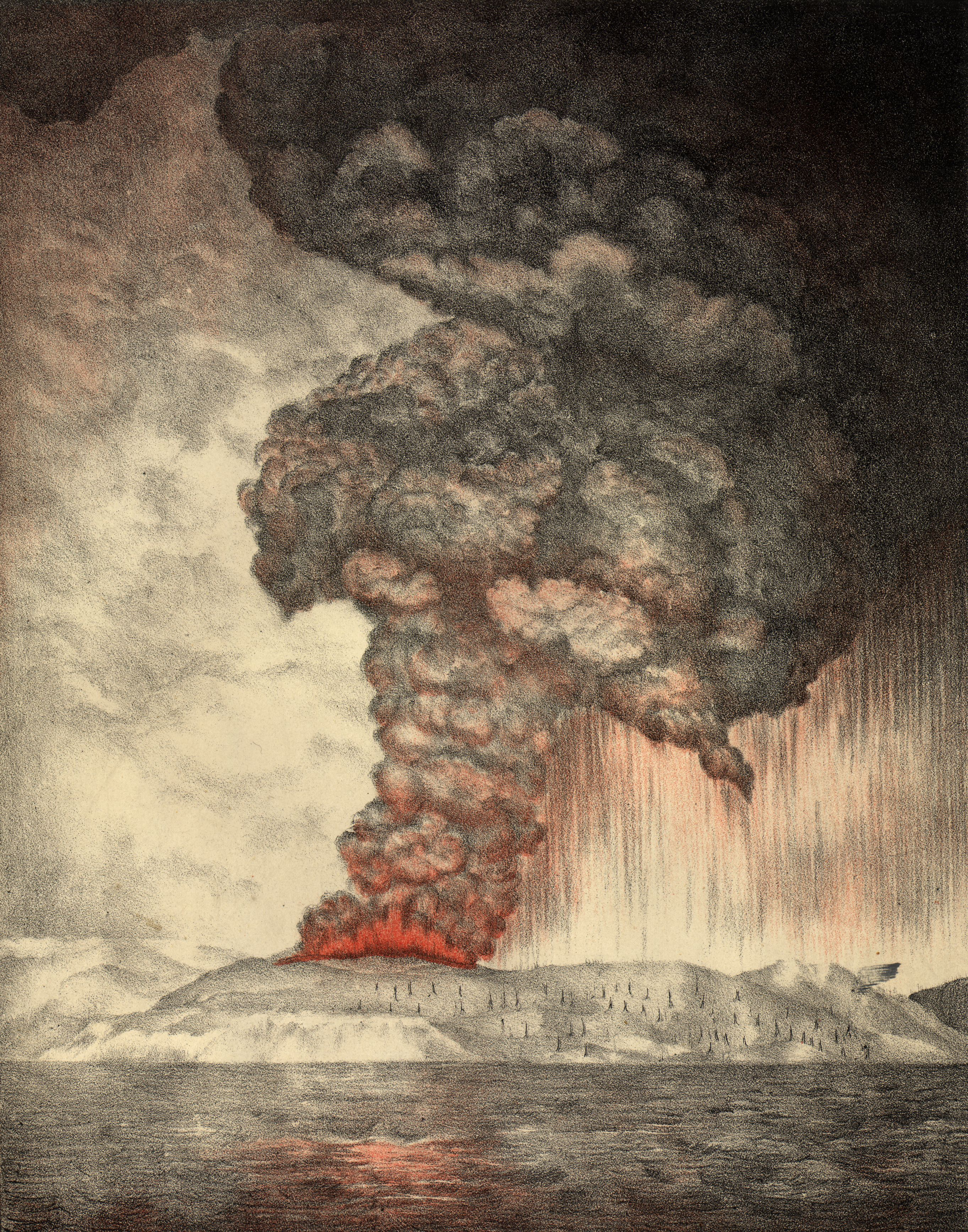
Lithographie de 1888 représentant l'éruption du Krakatoa en 1883.

Wharton est curieux du monde qui l'entoure. Il écrit des articles scientifiques sur de nombreux sujets, notamment l'astronomie et la métallurgie, en présentant plusieurs à l'American Philosophical Society. Dans l'hiver 1883-1884, pendant une période de plusieurs mois les couchers de soleil sont extraordinairement rouges dans le monde entier. Certains imaginent que cette couleur est due aux poussières dispersées dans l'atmosphère par le volcan Krakatoa qui a récemment explosé. D'autres pensent que cette teinte rougeâtre peu provenir des fours sidérurgiques, qui sont alors connus pour produire une poussière brun-rouge. Un matin où tombe une légère neige, Wharton en recueille un peu dans un champ près de chez lui, la fait fondre puis évaporer, et étudie les particules restantes sous un microscope. Elles consistent en des « fragments irréguliers, aplatis, en forme de goutte, pratiquement transparents et ne montrant aucune trace de structure cristalline ». Il se rend ensuite sur un navire récemment arrivé au port de Philadelphie, depuis Manille, un trajet qui l'a fait passer à quelques centaines de miles du Krakatoa. Il a d'ailleurs été ralenti par une énorme quantité de pierres ponces flottant dans l'océan, évidemment vomies par le Krakatoa. Wharton se procure quelques-unes de ces pierres auprès de l'un des membres de l'équipage. Il les compare avec la poussière recueillie dans la neige et découvre des particules presque identiques. En 1893, il présente ses travaux sur cette poussière, Dust From The Krakatoa Eruption of 1883, lors de la réunion du 150e anniversaire de l'American Philosophical Society. Il publie également un article, en 1865, dans l’American Journal of Science, intitulé Speculations upon a possible method of determining the distance of certain variably colored Stars qui décrit l'utilisation de l'effet Doppler (Christian Doppler en 1842) sur la couleur de la lumière émise par les étoiles binaires pour déterminer leur distance à la Terre. Wharton est l'un des métallurgistes les plus accomplis en Amérique à son époque et certainement le plus connu.

## Le Swarthmore College
En 1864, Wharton, sa mère, Deborah Fisher Wharton, et un groupe de quakers hicksites partageant leurs idées à Philadelphie, Baltimore et New York fondent le Swarthmore College, dans la banlieue de Philadelphie. Le Swarthmore permet aux hommes et aux femmes de recevoir un enseignement de haute qualité dans la tradition des Amis mais qui n'est pas dominé par la religion. Wharton dote généreusement le College, offrant l'église (la Friends Metting House) et contribuant également au bâtiment destiné à l'enseignement des sciences. Sa mère siège au conseil d'administration du Swarthmore de 1862 à 1870, puis Wharton de 1870 à 1909 et de 1883 à 1907 comme président. Il fréquente souvent le campus et y prononce souvent le discours de début d'année.

## La Wharton School de l'université de Pennsylvanie
Wharton écrit de nombreux articles concernant les questions économiques, comme les lois tarifaires et les cycles économiques. Pendant la dernière moitié du XIXe siècle, la formation commerciale et en gestion d'entreprise se fait principalement en cours d'emploi ou en apprentissage. Wharton conçoit une école où l'on enseigne comment développer et gérer une entreprise, et comment anticiper et faire face aux cycles des activités économiques. En 1881, Wharton fait don de 100 000 dollars à l'Université de Pennsylvanie afin de fonder une « School of Finance and Economy ». Il spécifie que la Wharton School doit promouvoir le protectionnisme économique, comme il l'a fait lui-même en tant que lobbyiste à Washington. Toutefois, l'école commence bientôt à élargir cette vision étroite vers un concept plus global et enseigne d'autres disciplines telles que politique et sciences sociales et des cours de gestion et de finance. La Wharton School est alors le premier institut universitaire à proposer une telle orientation pratique sur le monde des affaires, de la finance et de la gestion. Depuis sa création, jusqu'à nos jours, elle est reconnue comme l'une des meilleures business schools du monde,,,.

## Famille et dernières années

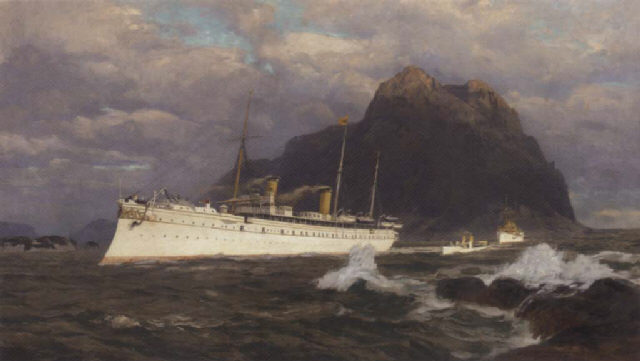
Le Hohenzollern II, d'après Carl Saltzmann en 1904.

En 1854, Wharton épouse Anna Corbit Lovering, une Quaker, sœur cadette de l'épouse de son frère Charles. Après avoir vécu avec la famille d'Anna pendant quelques mois, le couple s'installe dans une maison appartenant à la mère de Wharton au croisement des rues 12th et Walnut à Philadelphie. Anna demeure cependant souvent chez ses parents alors que Joseph voyage pour ses affaires. Le couple et leur fille Joanna s'installe ensuite à Bethlehem, lorsqu'il travaille pour la Lehigh Zinc Company. Lorsque Wharton vend sa participation dans cette entreprise, ils retournent à Philadelphie. Il achète une maison de campagne située quelques miles au nord de Philadelphie, appelée « Ontalauna », la famille compte deux nouvelles filles Mary et Anna.
Wharton reste actif, presque jusqu'à la fin de son existence, à la fois physiquement et dans les affaires. À 71 ans, il lui arrive encore de patiner avec ses hôtes sur l'étang gelé de sa propriété d'Ontalauna. Sa bonne santé tout au long de sa vie est peut-être due en partie à sa pratique régulière de l'exercice physique, l'abstinence totale de tabac et l'utilisation modérée de boissons alcoolisées. Alors qu'il a près de 80 ans, il se rend à sa mine d'argent au Nevada en canoë sur le fleuve Colorado et descend dans la mine au moyen d'un seau relié à un treuil. À 81 ans, il voyage en Europe avec son petit-fils, Joseph Wharton Lippincott, arrivé à Kiel, il rend visite au Kaiser Guillaume II, sur son yacht, et est invité à dîner par l'empereur à bord du Hohenzollern II. Il continue à administrer ses participations dans la fabrication de coke en Pennsylvanie et de fer dans le nord du New Jersey. En 1907, il est très diminué par une attaque et son état s'aggrave jusqu'à sa mort, le 12 janvier 1909.